# 多岐川裕美
多岐川 裕美（たきがわ ゆみ、1951年〈昭和26年〉2月16日 - ）は、日本の俳優・歌手。本名：大内 薫（おおうち かおる）。トライストーン・エンタテイメント所属。

## 来歴
1974年（昭和49年）、『聖獣学園』のヒロインを探していた天尾完次東映プロデューサーが、東京駅近くでアルバイトをしている美しい女子大生がいるという情報をキャッチ。天尾に新宿の喫茶店でスカウトされる。岡田茂 (東映) の面談を受け、東映と契約し、山脇学園短期大学は中退。『聖獣学園』の監督・鈴木則文が偶然開けた女性週刊誌に載る懸賞一等者の名前「裕美」の運を貰い、同作役名「多岐川魔矢」の名字を合わせ、多岐川 裕美と名付けた。22歳で主演デビューし、ヌードも披露している。東映ポルノ／ピンキー・バイオレンス最後に咲いた徒花に近い新人女優であった。
1975年（昭和50年）は千葉真一主演の『けんか空手シリーズ』では藤巻智八子役、『仁義の墓場』では、主演渡哲也と究極の破滅愛を演じ、松竹に貸し出されて出演した『続・愛と誠』での影の大番長・高原由紀役などで鮮烈な印象を残した。
1976年（昭和51年）の『新・女囚さそり 701号』では『女囚さそりシリーズ』の梶芽衣子に代わって松島ナミを演じたが、梶ほどの強烈な個性は発揮できなかった。同年の『風と雲と虹と』では平将門の恋人・小督役など、徐々にテレビ作品へシフトをしていく中、東映から三船プロダクションへの移籍を図るが、岡田茂が難色を示したので、移るのに2年を費やした。
1978年（昭和53年）の『飢餓海峡』では、ヒロイン役ながら浦山桐郎から求められたヌードを拒み、降板した。移籍が暗礁に乗り上げている中、脚本をきちんと理解せずに撮影へ臨んだと、一半の責任があることを認めている。この渦中でも人気は高まっていき、同年は東映専属最後で阿国に扮した『柳生一族の陰謀』や、1979年『芝生は緑』などで人気を博した。中でも『七瀬ふたたび』（1979年）で演じた火田七瀬は当たり役となり、青少年の心をガッチリ掴み、今日でも伝説的ヒロインとして語られる。2010年（平成22年）には『七瀬ふたたび プロローグ』で火田七瀬の母も演じている。
1979年（昭和54年）の『俺たちは天使だ!』ではクールながらコミカルな一面を持つ秘書ユーコを演じ、こちらも今日でも人気が高い。同年、移ったばかりの三船プロが分裂し、田中寿一に引き連れられ、田中プロモーションへ再び移籍した。
早大生の人気投票第一位になるなど、清純派スターとしてドラマ、CM、歌と大ブレイク中の1980年（昭和55年）、『聖獣学園』でヌードになっていることを芸能マスコミに報じられ、「監督に騙されてヌードになった」という発言が週刊誌に掲載されると、鈴木則文から「騙したとは何ごとか！映画人の名誉に関わる問題、告訴も辞さず」と厳重抗議をされた。同作が封切り時より注目されると、便乗が得意な東映は同年5月24日からニュープリントで、『狂い咲きサンダーロード』と併映のリバイバル公開をし、ヒットさせている。
歌手としてもレコードを何枚か発売しているが、同年の「酸っぱい経験」はカゴメCM曲として、さらに1983年（昭和58年）の「めぐり逢いしのび逢い」は渡哲也とのデュエット曲として、共にヒット・ソングとなった。
2022年（令和4年）、『カムカムエヴリバディ』に雉真雪衣（老年期）役で、連続テレビ小説初出演をした。

## 人物
東京都杉並区荻窪出身。練馬区立開進第二小学校・山脇学園中学校・高等学校卒業、山脇学園短期大学英文科中退。父は会社員、母は保険の外交員。
1984年（昭和59年）8月に担当マネージャーだった阿知波信介と結婚し、一人娘の多岐川華子を儲けるが、1997年（平成9年）に離婚。しかし仕事ではアクターズプロモーションに、2007年（平成19年）5月に阿知波が亡くなるまで所属し続けた。
ヌードはデビュー作のみで、以降はオファーが来ても拒否している。東映から三船プロダクションへの移籍が進まない間に対談した浅利慶太から「あなたを“第二の佐久間良子”にする」と岡田茂が張り切っていたと水を向けられるが、「知りません、そんなこと」と返したので、「あなた、相当に気性が強いな(笑)」と言われている。
クイズ番組やトーク番組では天然ボケを見せる一方、極度な酒豪で親友の萬田久子は飲み仲間であり、喫煙者（ヘビースモーカー）でもある。

## 出演

### 映画
- 聖獣学園 （1974年） - 主演・多岐川魔矢 役
- 任侠花一輪 （1974年） - 白鳥蛍子、有田光子(二役)
- けんか空手シリーズ - 藤巻智八子 役
  - けんか空手 極真拳 （1975年）
  - けんか空手 極真無頼拳 （1975年）
- 仁義の墓場 （1975年） - 石川地恵子 役
- 港のヨーコ・ヨコハマ・ヨコスカ（1975年） - 久保木紀子 役
- 続・愛と誠 （1975年） - 高原由紀 役
- 新幹線大爆破 （1975年） - SAS係員 役
- 爆発! 暴走遊戯（1976年） - 風間ユキ 役
- 新女囚さそり 701号 - 主演・松島ナミ 役
- 憧憬 あこがれ（1977年） - 雨宮由幾 役
- トラブルマン 笑うと殺すゾ（1979年） - 江川雅子 役
- 地震列島（1980年） - 芦田富子 役[27]
- 復活の日（1980年） - 浅見則子 役
- すっかり…その気で!（1981年） - 女性司会者 役
- エル・オー・ヴィ・愛・N・G（1983年） - 日夏蘭 役
- 片翼だけの天使（1986年） - 悠起子 役
- フリーター（1987年） - 相沢鈴子 役
- オルゴール（1989年） - 久保静子 役
- もうひとつの原宿物語（1990年） - 空木鮎子 役
- 流転の海（1990年） - 千代鶴 役
- 殺人がいっぱい（1991年） - 主演・綾小路徳子 役
- いつかギラギラする日（1992年） - 美里 役
- 首領を殺った男（1994年） - 鳥羽雅世 役
- あした（1995年） - 森下美津子 役
- 鬼平犯科帳 劇場版（1995年） - 長谷川久栄 役
- GONIN2（1996年） - 外山陽子 役
- 風のかたみ（1996年） - 北の方 役
- レディースMAX Give me a Shake（1997年）
- 金融腐蝕列島 呪縛（1999年） - 青木伸枝 役
- 女帝 SUPER QUEEN（2001年） - 立花まりこ 役
- 宣戦布告（2002年） - 諸橋晴江 役
- ベロニカは死ぬことにした（2006年） - トワの母・京子 役
- 晴れたらポップなボクの生活（2006年） - 千枝 役
- 七瀬ふたたび プロローグ（2010年） - 火田七瀬の母 役
- クハナ!（2016年）
- カノン（2016年） - 岸本辰子 役

### テレビ作品
- 水曜ドラマシリーズ みちくさ（1974年、フジテレビ）
- バーディー大作戦 第23話「SOS黒猫と幻の女」（1974年、東映・TBS） - 浅利典子 役
- うしろの正面（1975年、テレビ朝日）
- 新宿警察（1975年 − 1976年、フジテレビ・東映） - 根来登志子 役
- 俺たちの旅 第9話（1975年、日本テレビ・ユニオン映画） - 三浦ケイコ 役
- 大河ドラマ（NHK総合）
  - 風と雲と虹と（1976年） - 小督 役
  - 草燃える（1979年） - 音羽 役
  - 峠の群像（1982年） - 竹島素良 役
  - 山河燃ゆ（1984年） - 畑中（天羽）エミー 役
  - 炎立つ（1993年 - 1994年） - 沙羅 役
  - 功名が辻（2006年） - きぬ 役
- いごこち満点（1976年、TBS）- 佐々木和美 役
- 河内まんだら（1977年、NHK総合） - 芳枝
- 秋日記（1977年、日本テレビ）
- 人間の証明（1978年、毎日放送） - 立花典子 役
- 柳生一族の陰謀（1978年 - 1979年、関西テレビ・東映） - 阿国 役
- 青春の証明（1978年、角川春樹事務所・毎日放送）
- 東芝日曜劇場→日曜劇場（TBS）
  - 芝生は緑（1979年、RKB毎日放送） - 主演・火田七瀬[注釈 1] 役
  - 紙のダイヤモンド（1984年、毎日放送）
  - 華麗なる一族（2007年） - 鶴田志乃 役
- 俺たちは天使だ! （1979年、日本テレビ） - YUKO 役
- 少年ドラマシリーズ 七瀬ふたたび（1979年、NHK総合） - 主演・火田七瀬[注釈 1] 役
- 青春諸君!（1979年 - 1980年、木下プロダクション・TBS） - 川田いずみ 役
- 風神の門（1980年、NHK総合） - 隠岐殿 役
- 愛しい女（1980年、日本テレビ） - 主演・神永留美 役 ※主題歌「愛しのララバイ」を唄う。
- 銀河テレビ小説 鏡の中の女（1981年、NHK総合） - 主演・道子 役
- 木曜座（木下プロダクション・毎日放送）
  - 微笑天使（1981年） - 主演・田島優子 役 ※主題歌「濡れてさよなら」を唄う。
  - いつか黄昏の街で（1981年） - 主演・和泉杏子 役
  - 誰かが私を愛してる（1983年） - 主演・寺沢泉 役
- ザ・サスペンス ヒットソング殺人事件・女が歌うとき人が死ぬ （1982年、木下プロダクション・TBS）
- 平岩弓枝ドラマシリーズ 湖水祭（1983年 - 1984年、フジテレビ） - 主演・古河雪江 役
- 流れ星佐吉 第2話「旗本退屈娘大見参!」（1984年、関西テレビ・松竹）
- ただいま絶好調!（1985年、テレビ朝日）
- 暴れ九庵 第14話「男を燃やす火消しの女」（1985年、関西テレビ・東宝） - お春 役
- 誇りの報酬 第1話「命令違反は刑事の勲章」（1985年、東宝・日本テレビ） - 輪島けいこ 役
- 忠臣蔵（1985年、日本テレビ・ユニオン映画） - 阿久里 役
- 金曜ドラマ 金曜日には花を買って（1986年、木下プロダクション・TBS） - 清沢和江 役
- 白虎隊（1986年、日本テレビ・ユニオン映画） - 照姫 役
- 火曜サスペンス劇場（日本テレビ）
  - 引き裂かれた白衣（1986年）
  - 虚構の空路（1987年、大映映像）
  - 疑惑（1989年）
  - 赤いコートの女（1990年、東宝）
- 京都かるがも病院（1987年、テレビ朝日） - 由美 役
- 土曜ワイド劇場（テレビ朝日）
  - フランスグルメ殺人事件（1987年、朝日放送）
  - 松本清張作家活動40年記念ドラマスペシャル・一年半待て（1991年） - 主演：須村さと子 役
  - 松本清張スペシャル・書道教授（1995年） - 勝村久子 役
  - 天才・神津恭介の殺人推理1「時速240km東北新幹線遠隔殺人トリック！」（1997年）（1997年） - 白坂令子 役
  - 船長シリーズ11「狙われた密会航路」（1999年） - 松山道代 役
  - 家政婦は見た!18（2000年） - 花房玲子 役
  - 花嫁のさけび（2008年）
  - 京都殺人案内32（2010年、朝日放送） - 工藤美和 役
  - ゴーストライターの殺人取材2（2015年） - 大滝悦子 役
  - おみやさんスペシャル（2016年） - 小笠原歌子 役
  - 終着駅の牛尾刑事VS事件記者・冴子「森村誠一のラストファミリー」（2017年） - 咲田早苗 役
- 水戸黄門 第17部 第4話「謎の紫頭巾・諏訪」（1987年、TBS・C.A.L） - 多恵 役
- ドラマ女の手記「待つ女に甘い誘惑」（1987年、テレビ東京）
- 田原坂（1987年、ユニオン映画）
- 愛の劇場 (TBS)
  - 心変わり（1988年、木下プロダクション）
  - 永遠の1/2（2000年、共同テレビジョン） - 室井緑 役
- 鬼平犯科帳シリーズ（1989年 - 2007年、フジテレビ・松竹） - 長谷川久栄 役
- 女忍かげろう組（日本テレビ・オフィス・ヘンミ） - 主演・陽炎 役
  - 女忍かげろう組・弐（1990年）
  - 女忍かげろう組・参（1991年）
- 美しい嘘つけますか（1990年、テレビ朝日）
- 裸の大将放浪記 第41話「遠い国ニッポン」（1990年7月8日、関西テレビ）
- 寛永風雲録（1991年、日本テレビ・ユニオン映画） - 佐和 役
- 柳生武芸帳 十兵衛あばれ旅 伊達六十二万石の陰謀（1992年、日本テレビ・ユニオン映画） - 美禰 役
- 新宿鮫 無間人形（1995年、NHK総合） - 香川景子 役
- 金田一耕助の傑作推理 呪われた湖（1996年、TBS・東阪企画） - 志賀秋子 役
- 将太の寿司（1996年、フジテレビ） - 鳳八千代 役
- 忠臣蔵（1996年、フジテレビ・東映） - 浮橋大夫 役
- 七曲署捜査一係（1997年、日本テレビ・中京テレビ・東宝） - 島田涼子刑事 役
- 南町奉行事件帖 怒れ!求馬II 第4話「女将と泥棒・味な対決」（1999年、TBS・C.A.L） - おせい 役
- 女と愛とミステリー 天使の傷痕（2001年、テレビ東京） ‐ 絹川文代 役
- 別れさせ屋 第5話「政治家の愛人と父、涙の別れ」（2001年、読売テレビ） - 大谷和代 役
- 松本清張サスペンス特別企画・霧の旗（2003年、テレパック・TBS） - 河野径子 役
- 仔犬のワルツ 第5話「女子刑務所ピアノバトル! 心で奏でる音は美しい死刑囚の涙を誘う!?」（2004年、日本テレビ） - 榊アツミ 役
- 金曜エンタテイメント 地獄の花嫁5（2004年、フジテレビ・ファインエンターテイメント） - 小川加代子 役
- 水曜ミステリー9（テレビ東京）
  - さすらい署長 風間昭平3（2005年） - 吉岡春子 役
  - 名犬フーバーの事件簿（2008年） - 山田小百合 役
  - 駐在刑事2（2015年） - 宮原静子 役
- 名奉行! 大岡越前第2シリーズ第九話「盗賊を裏切った女!! 男が心意気を賭けた白州と母心」（2006年、テレビ朝日） - おもん 役
- 夏雲あがれ（2007年、NHK総合） - おようの方 役
- 月曜ゴールデン（TBS）
  - 万引きGメン・二階堂雪15「熟年離婚」（2007年、ユニオン映画） - 神田久子 役
  - 弁護士高見沢響子10「老人ホーム経営者殺人事件! 容疑者は亡夫の愛人? 突然の弁護依頼に苦悩する響子! 嘘の裏に隠された哀しい真相とは?」（2009年） - 神谷美智子 役
  - 萬屋長兵衛の隅田川事件ファイル2「浅草で振袖さんが殺された事件の裏に交錯された欲望と絆！萬屋長兵衛が事件の真相に迫る!!」（2010年、G・カンパニー） - 山富千草 役
  - 世田谷駐在刑事1「鬼コバと恐れられた刑事が世田谷の駐在に！高級住宅街に渦巻く嘘と裏切り…消えた息子が目撃した衝撃的真実！その意外な結末とは」（2012年、東販企画） - 成田亜希子 役
- 新春ワイド時代劇 徳川風雲録 八代将軍吉宗（2008年、テレビ東京）
- 監査法人（2008年、NHK総合） - 柴田恵子 役
- 新・警視庁捜査一課9係 第2話（2009年、テレビ朝日）
- 金曜プレステージ（フジテレビ）
  - 山村美紗サスペンス 赤い霊柩車シリーズ24「死者からの贈り物」（2009年、大映テレビ） - 吉岡美保子 役
  - 所轄刑事6「欺かれた生活安全課」（2011年、TSP） - 鳴海聡子 役
  - 十津川捜査班8 十津川警部「家族」（2014年、FINE） - 武富美智 役
  - 外科医 鳩村周五郎12「謎の皮膚異常を残した死体〜全ては1つの病院とつながっている！〜」（2014年2月7日） - 平形万里江 役
- 鬼龍院花子の生涯（2010年、テレビ朝日） - 林田歌役
- 浅見光彦シリーズ第40作「棄霊島」（2011年、フジテレビ） - 多田友子 役
  - 金曜プレステージ 第一夜「軍艦島最後の赤ちゃん」（5月6日）
  - 土曜プレミアム 第二夜「さらば軍艦島」（5月7日）
- 鈴子の恋（2012年、東海テレビ・共同テレビ） - 斎藤ハナ 役（特別出演）
- 特別ドキュメンタリードラマ 3.11 その日、石巻で何が起きたのか〜6枚の壁新聞（2012年、日本テレビ）
- 恋なんて贅沢が私に落ちてくるのだろうか?（2012年、フジテレビTWO） - 宝池鞠子 役
- 京都地検の女 第8シリーズ 第7話（2012年、テレビ朝日） - 後藤宏子 役
- 雲の階段（2013年、日本テレビ） - 田坂芳江 役
- 刑事吉永誠一 涙の事件簿 第8話（2013年、テレビ東京） - 鑑佐和子 役
- 月曜ミステリーシアター SAKURA〜事件を聞く女〜 第6話「住み替え詐欺?! おしどり夫婦を襲った巧妙な罠!」（2014年、The icon・TBS） - 鍋島久美子 役
- 硝子の葦 〜garasu no ashi〜 （2015年、WOWOW） - 藤島律子 役[29]
- スペシャルドラマ 刑事バレリーノ（2016年、日本テレビ） - 小高和恵 役
- ドラマ特別企画 往復書簡〜十五年後の補習（2016年、ファインエンターテイメント・TBS） - 大島百合 役
- 相棒 Season14 第11話（2016年、テレビ朝日） - 桐島万里子 役
- 遺留捜査（2017年、テレビ朝日） ‐ 東條志津子
- ダブル・ファンタジー（2018年、WOWOW）
- 木曜劇場 隣の家族は青く見える 第7話「衝撃の一夜!! 究極の愛を越えて!!」（2018年、フジテレビ） - 大河内百合恵 役
- 日曜プライム おかしな刑事24（2020年、テレビ朝日） - 中川光枝 役
- ラブファントム（2021年、「ラブファントム」製作委員会、毎日放送） - 長谷葵 役
- 連続テレビ小説 カムカムエヴリバディ（2022年、NHK総合） - 雉真雪衣（老年期） 役[30]
- わたしの宝物（2024年、フジテレビ） - 夏野かずみ 役[31]
- 風のふく島 第9話（2025年3月8日、テレビ東京） - 関根遼子 役[32]

### 舞台
- 細雪 ‐ 三女・雪子 役
- 夢千代日記
- 危険なダブルキャスト
- 横浜どんたく
- 春にして君を離れ
- 晩菊
- 春を待つ家
- 宮廷女官チャングムの誓い
- 近代能楽集「綾の鼓」「弱法師」
- 大奥（2010年6月2日 - 27日、明治座）
- 粛々と運針（2022年3月8日 - 27日、東京・PARCO劇場、4月8日 - 10日 / 大阪・森ノ宮ピロティホール）[33]

### バラエティ
- クイズ!!ひらめきパスワード（毎日放送） - 2代目女性キャプテン解答者
- オールスター激突クイズ 当たってくだけろ!（TBS） - 司会
- メガロポリス歌謡祭 - 司会
- ビートたけしのお笑いウルトラクイズ（日本テレビ） - 審査員
- クイズ!脳ベルSHOW（BSフジ）
- とんねるずのみなさんのおかげです（フジテレビ） - コントに参加

### 紀行番組
- 多岐川裕美・華子のみちのく満喫!二人旅（2014年7月20日、BS朝日）

### ラジオ
- NISSANミッドナイトステーション 多岐川裕美 午前0時の恋人 （1981年4月〜9月、TBSラジオ)
- 三枝です・ラジオでおはようABC（朝日放送ラジオ） - ゲスト

### CM
- 秋田銘醸「美酒爛漫」
- トヨタ自動車「ビスタ」
- 山発産業「コミュニケーション」
- カゴメ「トマト&レモン」
- 東海「Vesta」
- 津村順天堂「日本の名湯シリーズ」
- 日本サプリメント「ペプチドエース」
- 明治乳業（現明治）「ピッツァ&ピッツァ」
- 花王「ビオレu The body」21秋 泡ボディウォッシュ篇（2021年） - 長州力・橋本環奈・田中圭と共演。

## 音楽

### シングル
| #          | 発売日          | A/B面    | タイトル                   | 作詞         | 作曲       | 編曲       | 規格品番  |
| テイチク   | テイチク        | テイチク | テイチク                   | テイチク     | テイチク   | テイチク   | テイチク  |
| ---------- | --------------- | -------- | -------------------------- | ------------ | ---------- | ---------- | --------- |
| 1          | 1976年 11月1日  | A面      | あいつの残影               | 山口洋子     | 平尾昌晃   | 竜崎孝路   | RS-45     |
| 1          | 1976年 11月1日  | B面      | そしていまでは冬が好き     | 山口洋子     | 平尾昌晃   | 竜崎孝路   | RS-45     |
| Invitation |                 |          |                            |              |            |            |           |
| 2          | 1980年 4月21日  | A面      | 愛しのララバイ             | 竜真知子     | 大野雄二   | 小笠原寛   | VIH-1083  |
| 2          | 1980年 4月21日  | B面      | ジ・グ・ザ・グ・ハイウェイ | 八坂裕子     | 佐藤三樹夫 | 小笠原寛   | VIH-1083  |
| 3          | 1980年 9月21日  | A面      | 酸っぱい経験               | 三浦徳子     | 小笠原寛   | 小笠原寛   | VIHX-1519 |
| 3          | 1980年 9月21日  | B面      | 魔性の女                   | 三浦徳子     | 小笠原寛   | 小笠原寛   | VIHX-1519 |
| 4          | 1980年 12月20日 | A面      | 濡れてさよなら             | 三浦徳子     | 小笠原寛   | 小笠原寛   | VIHX-1527 |
| 4          | 1980年 12月20日 | B面      | おやすみマイ・ハート       | 三浦徳子     | 小笠原寛   | 小笠原寛   | VIHX-1527 |
| 5          | 1981年 5月21日  | A面      | 彼女と彼                   | 三浦徳子     | 鈴木淳     | 小笠原寛   | VIHX-1540 |
| 5          | 1981年 5月21日  | B面      | 星空ナイト                 | 三浦徳子     | 鈴木淳     | 小笠原寛   | VIHX-1540 |
| 6          | 1981年 9月21日  | A面      | セクシー・キャット         | 三浦徳子     | 小笠原寛   | 小笠原寛   | VIHX-1552 |
| 6          | 1981年 9月21日  | B面      | 酸っぱい季節               | 三浦徳子     | 小笠原寛   | 小笠原寛   | VIHX-1552 |
| トーラス   |                 |          |                            |              |            |            |           |
| 7          | 1982年 5月21日  | A面      | 黒のオートバイ             | 三浦徳子     | 沢田研二   | 小笠原寛   | 07TR-1011 |
| 7          | 1982年 5月21日  | B面      | 太陽のミストレス           | 来生えつこ   | 来生たかお | 鈴木茂     | 07TR-1011 |
| 8          | 1982年 9月21日  | A面      | マイタイとため息と         | 安井かずみ   | 加藤和彦   | 清水信之   | 07TR-1022 |
| 8          | 1982年 9月21日  | B面      | Body Coquetry              | 阿木燿子     | 沢田研二   | 小笠原寛   | 07TR-1022 |
| 9          | 1983年 4月21日  | A面      | 神戸メランコリー           | 三浦徳子     | 小笠原寛   | 馬飼野俊一 | 07TR-1034 |
| 9          | 1983年 4月21日  | B面      | TOKYO BLUE                 | 瓜生秀人     | 森田公一   | 馬飼野俊一 | 07TR-1034 |
| 10         | 1983年 11月21日 | A面      | あいたいよ                 | 中村泰士     | 中村泰士   | 若草恵     | 07TR-1051 |
| 10         | 1983年 11月21日 | B面      | きわどく黄昏               | 多岐川裕美   | 森田公一   | 小笠原寛   | 07TR-1051 |
| 11         | 1984年 9月21日  | A面      | ADULT                      | 三浦徳子     | 小笠原寛   | 小笠原寛   | 07TR-1076 |
| 11         | 1984年 9月21日  | B面      | 帰らない恋人               | 小林和子     | 小笠原寛   | 小笠原寛   | 07TR-1076 |
| 12         | 1987年 8月26日  | A面      | 恋、爛漫                   | 荒木とよひさ | 三木たかし | 川口真     | 07TR-1164 |
| 12         | 1987年 8月26日  | B面      | 泣いてみなさい子供のように | 荒木とよひさ | 三木たかし | 川口真     | 07TR-1164 |

### デュエット・シングル
| 発売日          | デュエット | 曲順 | タイトル               | 作詞       | 作曲       | 編曲     | 規格品番  |
| --------------- | ---------- | ---- | ---------------------- | ---------- | ---------- | -------- | --------- |
| 1982年 12月1日  | 渡哲也     | A面  | めぐり逢い しのび逢い  | 水木かおる | 遠藤実     | 斉藤恒夫 | 07TR-1026 |
| 1986年 10月22日 | 中村泰士   | A面  | あぶない2人            | 中村泰士   | 中村泰士   | 竜崎孝路 | 07TR-1138 |
| 1986年 10月22日 | 中村泰士   | B面  | あと五分だけ           | 中村泰士   | 中村泰士   | あみ啓三 | 07TR-1138 |
| 1992年 9月30日  | 高田純次   | 01   | 19番のタンゴ           | 長戸大幸   | 吉江一男   | 寺尾広   | TASL-7339 |
| 1992年 9月30日  | 高田純次   | 02   | 雨のバラードに抱かれて | 森山進治   | 多々納好夫 | 寺尾広   | TASL-7339 |

### ライブ・アルバム
1. LIVE / 多岐川裕美（1980年、インビテーション、VIH-28009）
  - 1980年5月2日東京郵便貯金ホールにて収録。

### ベスト・アルバム
- アクトレス・セレクト14「多岐川裕美」（1986年11月29日、トーラス、34TX-1052）
- 多岐川裕美BEST（1988年1月21日、ビクター、VDR-28032）

### タイアップ曲
| 年     | 楽曲                   | タイアップ                                 |
| ------ | ---------------------- | ------------------------------------------ |
| 1976年 | あいつの残影           | 東映映画「新・女囚さそり 701号」主題歌     |
| 1976年 | そしていまでは冬が好き | 東映映画「新・女囚さそり 701号」挿入歌     |
| 1980年 | 愛しのララバイ         | 日本テレビ系テレビドラマ「愛しい女」主題歌 |
| 1980年 | 酸っぱい経験           | カゴメ「トマト＆レモン」CMソング           |
| 1981年 | 濡れてさよなら         | TBS系テレビドラマ「微笑天使」主題歌        |
| 1981年 | セクシー・キャット     | カゴメ「トマト&レモン」CMソング            |
| 1983年 | あいたいよ             | 東海「ベスタ」CMソング                     |
| 1987年 | 恋、爛漫               | 秋田銘醸「美酒爛漫」CMソング               |

### 作詞（提供）
- す・て・き・にかん違い

作詞:多岐川裕美／作曲：沢田研二／編曲:西平彰
　* 1983年3月5日「JULIE SONG CALENDAR」（沢田研二）に収録。

## 出版物
- 夜間飛行-見知らぬあなたへそっと 写真とエッセイ集（1980年、ワニブックス）
- ディーヴァー多岐川裕美写真集（1992年、大陸書房）
- 多岐川裕美さんのニットブック（1993年、雄鶏社）

ビデオ
- 追憶 エーゲ海に燃ゆ（1992年、大陸書房）

## 受賞
- エランドール賞 新人賞（1976年）